# Chlorogomphus kitawakii
Chlorogomphus kitawakii – gatunek ważki z rodziny Chlorogomphidae. Stwierdzony tylko na dwóch stanowiskach w południowo-wschodnich Chinach – w regionie autonomicznym Kuangsi oraz prowincji Guangdong.